# Liste des partis politiques à Sainte-Lucie
Cet article présente les différents partis politiques de Sainte-Lucie. Sainte-Lucie a un système bipartite, ce qui signifie qu'il ya deux partis politiques dominants, avec de grandes difficultés pour des partis tiers d'avoir des candidats élus lors des élections.

## Partis principaux
- Parti travailliste de Sainte-Lucie (Saint Lucia Labour Party, centre-gauche, fondé en 1949)
- Parti uni des travailleurs (United Workers Party (UWP), conservateur, fondé en 1964)

## Partis mineurs
- Mouvement du peuple lucien (Lucian People's Movement, LPM, présent lors des élections de 2011 et de 2016, aucun élu)[1]

## Partis disparus
- Parti progressiste du peuple (People's Progressive Party, 1950-1964 et présent lors des élections de 1992)
- Parti travailliste progressiste (Progressive Labour Party, 1982-1987, un seul élu de 1982 à 1987)
- Alliance nationale (National Alliance, présent lors des élections de 2001, aucun élu)
- Parti de la liberté de Sainte-Lucie (Saint Lucia Freedom Party, présent lors des élections de 2001, aucun élu)
- Sou Tout Apwe Fete Fini (STAFF, présent lors des élections de 2001, aucun élu)
- Parti des Verts Luciens (Lucian Greens Party, présent lors des élections de 2011, aucun élu)[1]
- Mouvement du développement national ou Mouvement démocratique national (National Development Movement ou National Demoratic Movement, NDM, présent lors des élections de 2011, aucun élu)[1]